# آرثر بوتس
آرثر بوتس هو سياسي كندي، ولد في 1957. نشط حزبياً في الحزب الليبرالي في أونتاريو ‏. وقد انتخب عضو برلمان مقاطعة أونتاريو ‏ عن دائرة Beaches—East York (provincial electoral district) ‏ وقد انضم خلال فترته النيابية (12 يونيو 2014 – ) للكتلة البرلمانية الحزب الليبرالي في أونتاريو ‏.